# Membranipora tenuis
Membranipora tenuis är en mossdjursart som beskrevs av Pierre Jean Édouard Desor 1848. Membranipora tenuis ingår i släktet Membranipora och familjen Membraniporidae. Inga underarter finns listade i Catalogue of Life.